# Campionato Italiano Rally 2021
Il Campionato Italiano Rally 2021 si snoda su 8 gare distribuite su tutto il territorio nazionale, sei su asfalto e due gare su sterrato.

## Regolamento
Le vetture ammesse sono: Gruppo N/Prod S, Gruppo A/Prod E fino a 2000 cm³, Gruppo R, Super 1600, Super 2000, RGT, Gruppo N5 Naz.
Le vetture WRC (non le Plus ma quelle fino al 2016) possono partecipare alle gare ma in classifiche separate dalla gara CIR.
In base alla classifica generale per questa stagione possono essere assegnati i seguenti punteggi: 20/15/12/10/8/6/4/3/2/1 moltiplicati poi per il coefficiente di gara.
Tra le novità più importanti l’introduzione nel CIR della prova speciale televisiva, Power Stage, che si svolgerà in apertura di gara con l’assegnazione di 3, 2, 1 punti ai primi tre classificati, moltiplicati per il coefficiente della gara, e il nuovo sistema di assegnazione punteggio sempre per il CIR assoluta, CIR Junior, CIRA.
La più importante conferma è stata quella del mantenimento del format e del chilometraggio delle varie gare, per via della situazione pandemica da COVID-19, che quindi si svolgeranno con la stessa struttura e con lo stesso numero di chilometri cronometrati del precedente campionato, cioè massimo 100 Km di tratti cronometrati per ogni gara del CIR.

## Il calendario[3]
| Tappa | Data            | Rally                                | Sede Rally          | Validità     | Vincitore           |
| ----- | --------------- | ------------------------------------ | ------------------- | ------------ | ------------------- |
| 1     | 12 - 13 marzo   | Rally del Ciocco e Valle del Serchio | Forte dei Marmi     | CIR/2RM      | Thierry Neuville    |
| 2     | 10 - 11 aprile  | Rally di Sanremo                     | Sanremo             | CIR/JUN      | Craig Breen         |
| 3     | 7 - 8 maggio    | Rally Targa Florio                   | Palermo             | CIR/2RM      | Giandomenico Basso  |
| 4     | 25 - 26 giugno  | Rally di San Marino                  | Città di San Marino | CIR/CIRT/JUN | Umberto Scandola    |
| 5     | 23 - 25 luglio  | Rally di Roma Capitale               | Roma                | CIR/JUN      | Giandomenico Basso  |
| 6     | 3 - 4 settembre | Rally 1000 Miglia                    | Brescia             | CIR/JUN      | Stefano Albertini   |
| 7     | 8 - 9 ottobre   | Rally Due Valli                      | Verona              | CIR          | Giandomenico Basso  |
| 8     | 5 - 6 novembre  | Rally Liburna Terra                  | Volterra            | CIR/CIRT/JUN | Alberto Battistolli |

### Classifica campionato piloti assoluta
Classifiche aggiornate al 9 novembre 2021.

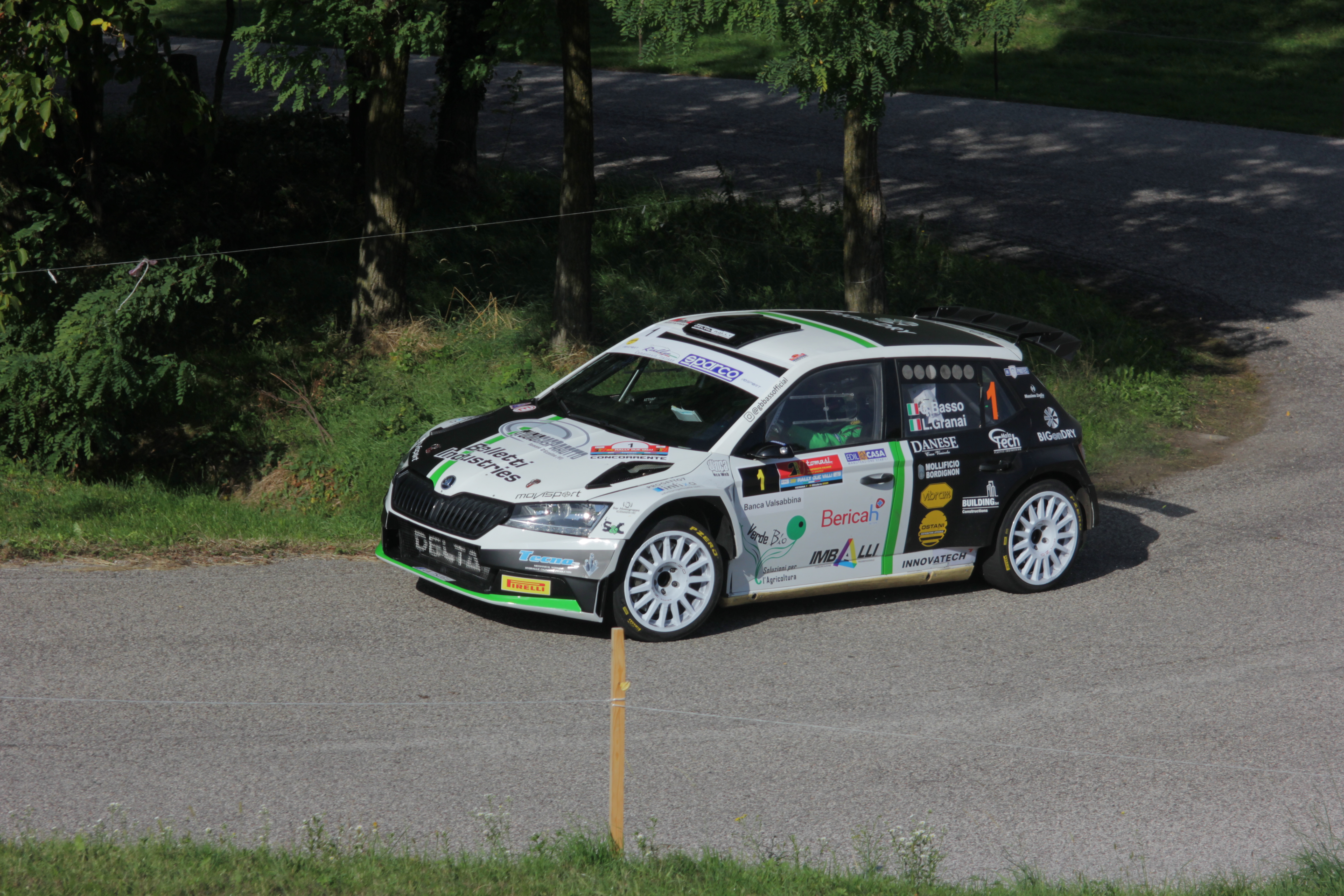
Giandomenico Basso al Rally Due Valli 2021, gara che gli ha permesso di vincere il suo quarto titolo italiano in carriera

| Pos | Pilota             | CIO  | SRE  | TFL  | SMR   | RCT   | MMM  | DVL  | LBT   | Punti |
| --- | ------------------ | ---- | ---- | ---- | ----- | ----- | ---- | ---- | ----- | ----- |
| 1   | Giandomenico Basso | 15   | 8    | 20   | Rit.  | 33    | 12   | 23   | NP    | 111   |
| 2   | Andrea Crugnola    | 2    | 17   | Rit. | 1,50  | 27    | 18   | 2    | 13,50 | 81    |
| 3   | Fabio Andolfi      | 12   | 12   | NP   | 22,50 | 18    | 10   | 1    | NP    | 75,50 |
| 4   | Stefano Albertini  | 21   | 10   | Rit. | NP    | NP    | 20   | 15   | NP    | 66    |
| 5   | Craig Breen        | 2    | 23   | 16   | NP    | 16,50 | NP   | NP   | NP    | 57,50 |
| 6   | Damiano De Tommaso | Rit. | 3    | 15   | Rit.  | 0     | 10   | 10   | NP    | 38    |
| 7   | Tommaso Ciuffi     | 8    | 3    | 12   | NP    | Rit.  | 2    | 12   | NP    | 37    |
| 8   | Giacomo Scattolon  | Rit. | 1    | 6    | NP    | 12    | 5    | 8    | NP    | 32    |
| 9   | Marco Signor       | 4    | 0    | 3    | NP    | 9     | NP   | NP   | 9     | 25    |
| 10  | Rudy Michelini     | 10   | 4    | 4    | NP    | NP    | NP   | NP   | NP    | 18    |
| 11  | Andrea Mazzocchi   | 0    | 0    | 0    | 12    | 0     | 0    | Rit. | Rit.  | 12    |
| 12  | Alessio Profeta    | 0    | 0    | 2    | Rit.  | 3     | 0    | 6    | NP    | 11    |
| 13  | Marco Pollara      | Rit. | 0    | 1    | Rit.  | 4,50  | Rit. | NP   | NP    | 5,50  |
| 14  | Luca Bottarelli    | 1    | Rit. | Rit. | NP    | NP    | Rit. | NP   | NP    | 1     |
| Pos | Pilota             | CIO  | SRE  | TFL  | SMR   | RCT   | MMM  | DVL  | LBT   | Punti |

| Colore  | Risultato                |
| ------- | ------------------------ |
| Oro     | Vincitore                |
| Argento | 2º posto                 |
| Bronzo  | 3º posto                 |
| Verde   | Finito a punti           |
| Blu     | Finito senza punti       |
| Blu     | Non classificato (NC)    |
| Viola   | Ritirato (Rit)           |
| Nero    | Squalificato (SQ)        |
| Nero    | Escluso (ES)             |
| Bianco  | Non ha gareggiato        |
| Bianco  | Iscrizione ritirata (WD) |
| Bianco  | Non partito (NP)         |
| Bianco  | Gara cancellata (C)      |

### Classifica campionato Costruttori assoluta[5]
| Pos | Costruttore | CIO | SRE | TFL | SMR   | RCT   | MMM | DVL | LBT   | Punti  |
| --- | ----------- | --- | --- | --- | ----- | ----- | --- | --- | ----- | ------ |
| 1   | Škoda       | 22  | 18  | 23  | 33    | 37,50 | 25  | 27  | 40,50 | 226    |
| 2   | Hyundai     | 16  | 27  | 12  | 22,50 | 21    | 12  | 0   | 9     | 119,50 |
| 3   | Volkswagen  | 9   | 5   | 11  | 3     | 0     | 9   | 11  | 7,50  | 55,50  |
| 4   | Citroën     | 0   | 6   | 11  | 1,50  | 0     | 6   | 8   | 0     | 32,50  |
| 5   | Ford        | 0   | 0   | 0   | 0     | 1,50  | 0   | 0   | 0     | 1,50   |
| 6   | Renault     | 0   | 0   | 0   | 0     | 0     | 0   | 1   | 0     | 1      |
| Pos | Costruttore | CIO | SRE | TFL | SMR   | RCT   | MMM | DVL | LBT   | Punti  |